# 料飲専門家団体連合会
料飲専門家団体連合会（りょういんせんもんかだんたいれんごうかい、Food & Beverage Specialists Organization）は、日本の特定非営利活動法人。略称はFBO。1999年設立。

## 概要
食の果たす社会的役割の一翼を担い、食を通じて平和に貢献していくことをモットーとしている。
傘下に焼酎・ビール・ワイン等、主に酒類・食品類に関する各種資格の認定や講習を行う団体群を持ち、それらの団体が行う資格認定業務などを実質的に代行している。
「焼酎アドバイザー」や「きき酒師」、「中国酒類鑑定士」など各種資格の講習会や、見学会を行っている。また会員は「アナタが選ぶ地酒大show」など傘下団体が主催する賞の選考に加わっている。

## 主な加盟団体と認定資格
- 全日本ソムリエ連盟：ソムリエ / ワインコーディネーター ※日本ソムリエ協会の認定資格とは別の資格
- 日本酒サービス研究会・酒匠研究会連合会：きき酒師 / 焼酎アドバイザー/日本酒学講師等
- ビア＆スピリッツアドバイザー協会：ビアアドバイザー / スピリッツアドバイザー
- 中国酒類飲料研究会：中国酒類鑑定士
- 日本パーティーオーガナイザー協会：パーティーコーディネーター
- 日本レストランディレクトゥール協会：コーヒー＆ティーアドバイザー
- シガーアドバイザー協会：シガーアドバイザー
- フードオーガナイザー協会：フードオーガナイザー
- チーズコーディネーター協会：チーズコーディネーター

## 基本事項
- 協会名：特定非営利活動法人（NPO法人）FBO
- 事務所所在地：東京都北区堀船2-19-19-8F

## 歴史
- 1999年4月 任意団体として設立
- 2008年4月 NPO法人化